# Ilia Volyova
Ilia Volyova est un personnage de fiction du cycle des Inhibiteurs d’Alastair Reynolds.
Apparue dès le premier livre de la saga, L'Espace de la révélation, Ilia fait partie du triumvirat d’ultra dirigeant le gobe-lumen Spleen de l'Infini. Contrairement à la plupart des ultra, et notamment aux deux autres membres du triumvirat Sajaki et Hegazi, elle ne présente pas d’ultra-perfectionnement ni d’implant neuraux.

Cette particularité la protège de la Pourriture Fondante, omniprésente à bord du Spleen de l’Infini. Cela lui permet également d’aller rendre visite au capitaine, au cœur même de la contamination. Les liens ainsi établis rendent très particulière la relation entre le capitaine et Illia. Il la respectera et finira par la considérer comme une amie, malgré le fait qu’elle eut été obligée de le laisser subir une transformation totale par le virus, afin que la fusion total de John Brannigan avec le vaisseau permette à ce dernier de lutter plus efficacement contre le Voleur de soleil.
Elle est responsable de la chambre « Araignée » et des armes de classe Infernales embarquées par le Spleen.
Elle disparait dans le 3e ouvrage, L'Arche de la rédemption, après avoir été blessée involontairement par le Capitaine. Alors que le capitaine tentait de se suicider en tournant contre lui-même ses armes, après s’être assuré qu’Ilia assisterait en sureté à son acte afin de témoigner de sa volonté de repentir, cette dernière s’interpose entre le rayon et le vaisseau, nouveau corps de John. Elle est alors exposée au vide mortel alors que sa navette est sévèrement touchée. Ramenée à bord par le capitaine, elle est soignée à l’infirmerie par les drones médicaux ainsi que par la copie bêta de Clavain réactivée par le Spleen. Son état est toutefois désespéré. Après des négociations avec Clavain, elle part dans une dernière action d’éclat, dans une attaque contre les Inhibiteurs, avec quelques-unes de ses chères armes secrètes.